# Rudolf Streicher
Rudolf Streicher (ur. 19 stycznia 1939 w Wallsee-Sindelburg) – austriacki polityk, menedżer i inżynier, w latach 1986–1992 minister gospodarki i transportu, kandydat w wyborach prezydenckich.

## Życiorys
Uczył się w szkole technicznej VOEST w Linzu, później ukończył studia na Montanuniversität Leoben, uczelni górniczo-hutniczej. Dyplom uzyskał w 1969, a w 1979 doktoryzował się. W międzyczasie kształcił się w zakresie muzyki. Zawodowo pracował od 1957 w przemyśle maszynowym, następnie motoryzacyjnym i transportowym. Od 1970 związany z państwowym holdingiem przemysłowym ÖIAG. W latach 1974–1980 był członkiem zarządu przedsiębiorstwa Vereinigte Metallwerke Ranshofen Berndorf, a od 1981 do 1986 dyrektorem generalnym i prezesem kompanii Austria Metall.
Od czerwca 1986 do kwietnia 1992 z ramienia Socjaldemokratycznej Partii Austrii sprawował urząd ministra gospodarki publicznej i transportu w trzech rządach, którymi kierował Franz Vranitzky. W 1992 był kandydatem SPÖ w wyborach prezydenckich. W pierwszej turze głosowania zajął pierwsze miejsce z wynikiem 40,7% głosów. W drugiej otrzymał poparcie na poziomie 43,1%, przegrywając z Thomasem Klestilem.
Wycofał się następnie z działalności politycznej. W latach 1992–1998 zarządzał koncernem motoryzacyjnym Steyr-Daimler-Puch. Od 1997 do 1999 zajmował stanowisko prezesa klubu piłkarskiego Austria Wiedeń. W latach 1999–2001 był prezesem zarządu państwowego holdingu Österreichische Industrieholding. Później związany z branżą doradczą w sektorze finansowym. Wieloletni hobbystyczny dyrygent, objął funkcję prezesa Wiedeńskiej Orkiestry Symfonicznej.